# Bombina microdeladigitora
Bombina microdeladigitora is een kikker uit de familie vuurbuikpadden (Bombinatoridae). De soort werd voor het eerst wetenschappelijk beschreven door Cheng-chao Liu, Shu-qin Hu en Fu-hwa Yang in 1960. De kikker is ook beschreven onder de naam Bombina fortinuptialis.
De lichaamslengte van een mannetje is ongeveer acht centimeter. De soort is te onderscheiden van de reuzenvuurbuikpad aan de kleine zwemvliezen tussen de tenen en zwarte stekeltjes op de keel en borst. De vlekken op de buik zijn oranje tot rood.
Bombina microdeladigitora komt voor in delen van Azië en leeft in de landen China en Vietnam.